# Ricardo Bastid Peris
Ricardo Bastid Peris (Valencia, 19 de septiembre de 1919-Buenos Aires, 23 de mayo de 1966) fue un pintor y escritor valenciano. Según el periodista y crítico de arte Francisco Agramunt Lacruz, Ricardo fue uno de esos intelectuales puros y comprometidos surgidos de la Segunda República Española que, permaneciendo en un oscuro rincón de la historia de la cultura, son dignos de ser rescatados del olvido y ser situados en el lugar justo que por méritos de su obra merecen. Un ejemplo de inconformismo político y de lealtad a unos principios éticos, ideológicos y democráticos asumidos en su juventud. Estos principios e ideales le condujeron reiteradamente a tomar las armas en defensa de la legalidad republicana. Tras la derrota del bando republicano en la Guerra Civil Ricardo fue una de las víctimas de la persecución política y, tras su encarcelamiento durante la posguerra, decidió exiliarse en Argentina. Su vida se vio cortada trágicamente por un accidente en la ciudad de Buenos Aires, cuando se encontraba en la plenitud de su madurez y talento creador. 
Ricardo fue un intelectual a contracorriente que hizo su carrera en solitario y que abordó las más importantes cuestiones intelectuales de su época. Escribió encendidos artículos políticos, ensayos de estética altamente originales y excelentes novelas testimoniales, pero fue en la pintura donde verdaderamente alcanzó un estilo personal y se reveló como un pintor de exquisita paleta. Se le puede considerar un lúcido exponente de la generación de posguerra, que tanto hizo por el renacimiento cultural de la España contemporánea.

## Reseña biográfica

### Vida en España
Nació en Valencia el 19 de septiembre de 1919. Estudió bachillerato en el Instituto Lluís Vives, siendo alumno destacado en las clases del profesor  Alejandro Gaos; asistió a clases nocturnas en la Real Academia de Bellas Artes de San Carlos y comenzó en esta época a moverse en política afiliándose a la F.U.E. (Federación Universitaria Escolar), en la que formó parte de la junta directiva siendo presidente Ricardo Muñoz Suay (con quien le unió una estrecha amistad), pasando a ser secretario de la de Bellas Artes en 1936. En la primavera de 1936 se afilió al Partido Comunista, en el que permaneció hasta 1960. Se matriculó en Derecho, pero no pudo comenzar la carrera al estallar la Guerra por esas fechas. A fines de 1936 marchó voluntario al frente como miliciano del 1º Batallón “Frente de la Juventud” (grupo estudiantil de la F.U.E.), que se incorporó en Madrid (enero de 1937) a la 44 Brigada Mixta en el frente de El Pardo. Allí fue designado miliciano cultural de la compañía. Al cumplir los 18 años solicitó el ingreso en la Escuela Popular de Guerra de Paterna, a la que se incorporó a comienzos de 1938, acabando los estudios con el número uno de su promoción y con la graduación de teniente, escogiendo el cuerpo de infantería. Fue designado profesor de táctica y tiro en la escuela de sargentos, pasando posteriormente al Estado Mayor de su antigua brigada como oficial de operaciones, cargo con el que concluyó la guerra. Fue herido en dos ocasiones.

En los primeros años de posguerra, buscado por la Brigada Político-Social, estuvo escondido durante varios años en casas de familiares y amigos, siendo detenidos sus padres en varias ocasiones con el fin de conocer su paradero, hasta que por fin la familia hizo correr la voz de que Ricardo se había ido al extranjero en un barco desde Alicante, consiguiendo que poco a poco cesara la vigilancia. Durante todo este tiempo se dedicó a pintar y a estudiar (le pidió a su padre que le comprase todos los libros para estudiar la carrera de Derecho y los de la carrera militar), además de intentar reorganizar la F.U.E. junto con otros compañeros que estaban en su misma situación. 

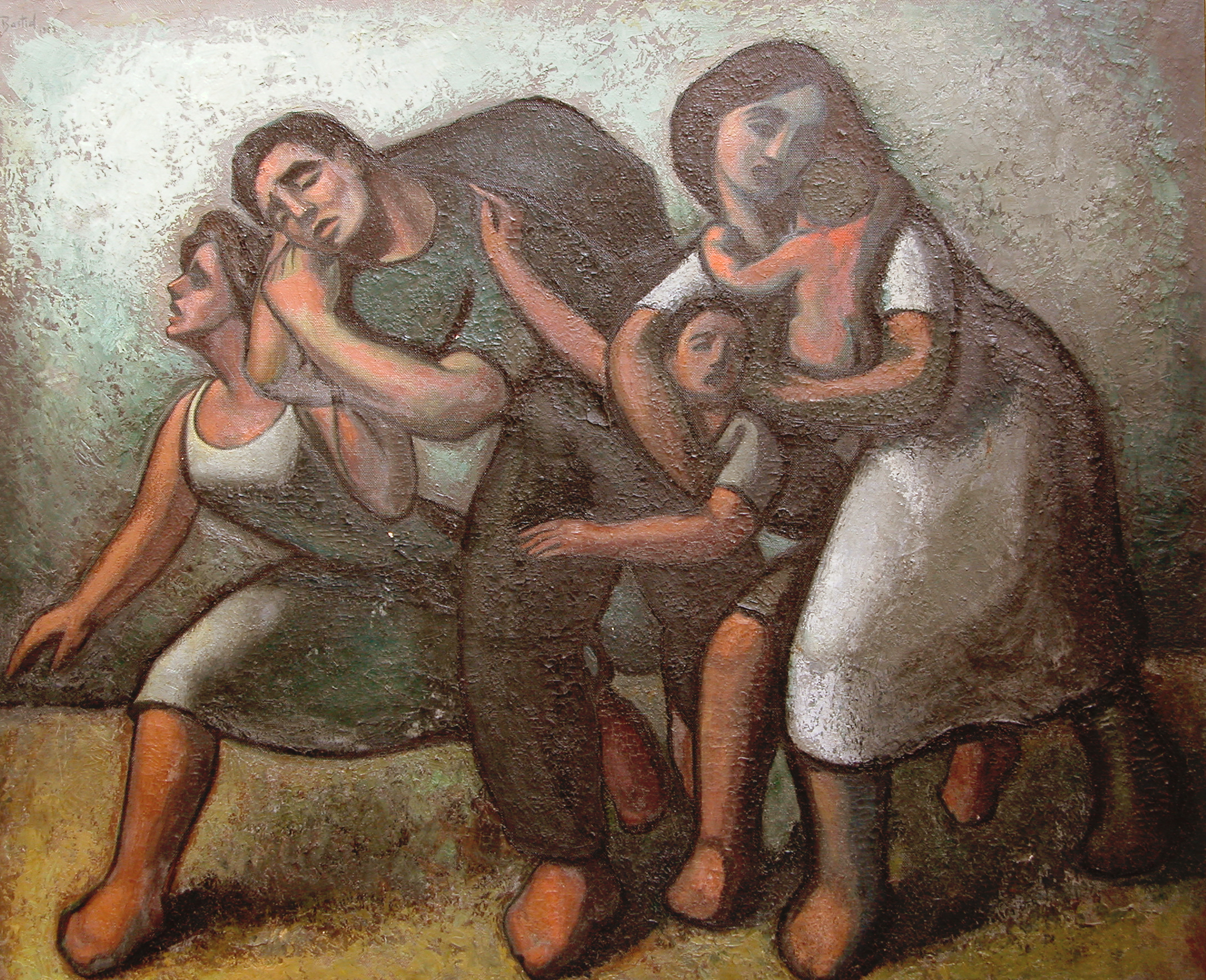
La huida (1953, Museo de Arte Contemporáneo de Vilafamés)

Mediados los años cuarenta, cansado ya del encierro, marchó a Madrid con Ricardo Muñoz Suay para intentar abrirse camino (ya que allí no era conocido) e intentar reorganizar la F.U.E. con otros compañeros madrileños como Manuel Tuñón de Lara, Tomás Cruz, Nicolás Sánchez-Albornoz y Manuel Lamana, entre otros. Tanto Muñoz Suay como él fueron piezas clave en la política estudiantil y cultural del PCE. Todo el grupo —salvo Tuñón de Lara, que consiguió escapar a Francia en noviembre de 1946— fue detenido por la policía, acusados de “rebelión y auxilio a la rebelión”, y fueron internados provisionalmente en la prisión de Alcalá de Henares en espera de juicio por un Consejo de Guerra. Fueron trasladados posteriormente al Penal de Ocaña para el Consejo de Guerra y condenados a varios años de prisión. Ricardo volvió a cumplir la condena en Alcalá de Henares, redimió pena como profesor de presos comunes y durante los tres años que allí permaneció reinició sus estudios de Derecho, pensando en un futuro próximo poder examinarse y ejercer, pero, como a otros muchos, esto le fue vedado. 

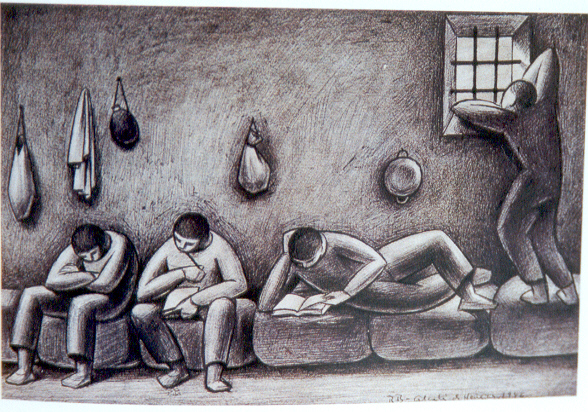
En la celda, Alcalá de Henares (1946)

 Al salir de la cárcel encontró trabajo en los estudios Sevilla Films como cartelista y ayudante de decoración y, posteriormente, en una empresa americana, alternando el trabajo con su obra creativa (entre los numerosos retratos que realizó entonces destaca el del dramaturgo Antonio Buero Vallejo). En 1950 se casó con Carmen Tapia, maestra y compañera de inquietudes políticas. 
Frecuentó las tertulias del Café Gijón, el Lisboa y Las Cuevas de Sésamo, donde realizó diversos murales decorativos. En 1952 expuso en el Primer Salón de Primavera “Turner” del Círculo de Bellas Artes y en la Exposición Nacional de Bellas Artes (en la que presentó la obra Retablo del Romancero Gitano: Preciosa y el aire). En 1953 obtuvo un premio en el Salón de dibujo. En 1955 realizó su primera exposición individual en el saloncillo de la Revista Ateneo y participó en la III Bienal Hispanoamericana de Arte en Barcelona con la obra Retablo de la vida gris, cosechando buenas críticas en todas ellas y la consiguiente persecución por parte del régimen franquista. Siendo nuevamente detenido en septiembre de ese mismo año, ingresó en la Dirección General de Seguridad cuyas experiencias relataría años más tarde desde el exilio en su novela Puerta del Sol.

### Exilio
El 7 de diciembre fue puesto en libertad condicional, debiendo presentarse cada quince días en el Juzgado Militar. El 1 de julio de 1956 se le informó que tendría que designar defensor para un nuevo Consejo de Guerra precisamente cuando empezaba a impulsar su carrera artística y optó, pues, por el exilio. Pasó a Francia con pasaporte falso y un permiso de una hora para pintar un paisaje (sólo llevaba caballete, lienzo y pinturas). Permaneció en París hasta que su esposa logró reunirse con él y a comienzos de 1957 se trasladaron a la República Argentina, estableciendo su residencia en Buenos Aires.
En Argentina trabajó como asesor literario en distintas editoriales como Losada, Códex y Fabril, dedicando su tiempo libre a escribir y pintar. En 1959 publicó su novela Puerta del Sol, que recibió la recomendación del jurado del Concurso Internacional de Narrativa de la Editorial Losada, y presentó su otra novela Los años enterrados (bajo seudónimo) al Premio Nadal, mereciendo grandes elogios por parte del jurado. No dejó de acudir a las tertulias de la vanguardia cultural argentina junto con otros republicanos españoles exiliados, entablando una entrañable amistad con Luis Jiménez de Asúa, Claudio Sánchez-Albornoz y su hijo Nicolás (cuyos retratos también realizó). Expuso con éxito en distintas ciudades del país, destacando la que celebró en la Galería Velázquez de Buenos Aires a los pocos meses de llegar y la de la Galería “O” de Rosario en 1960. En este mismo año aprobó el ingreso en la Facultad de Filosofía y Letras de Buenos Aires, pues tenía el propósito de estudiar Literatura Moderna. También tenemos noticias de un interés creciente por la arquitectura, colaborando con Arturo Bonet, arquitecto catalán residente en Argentina, y que recibió el encargo de realizar una decoración cerámica para un destacado edificio. De hecho, se diseñó su propia casa en Moreno, donde se trasladó a vivir y en cuyo jardín dejó muestras de su creatividad en diversas esculturas.

Siempre tuvo el anhelo de volver a España y, por fin, en 1963 solicitó la repatriación, recibiendo por contestación que volviera si lo deseaba, siempre y cuando nada más cruzar la frontera se presentara de inmediato en la Dirección General de Seguridad por hallarse declarado en rebeldía. Así pues, la posibilidad de ser encarcelado de nuevo le obligó a continuar en el exilio esperando tiempos mejores para regresar definitivamente. 

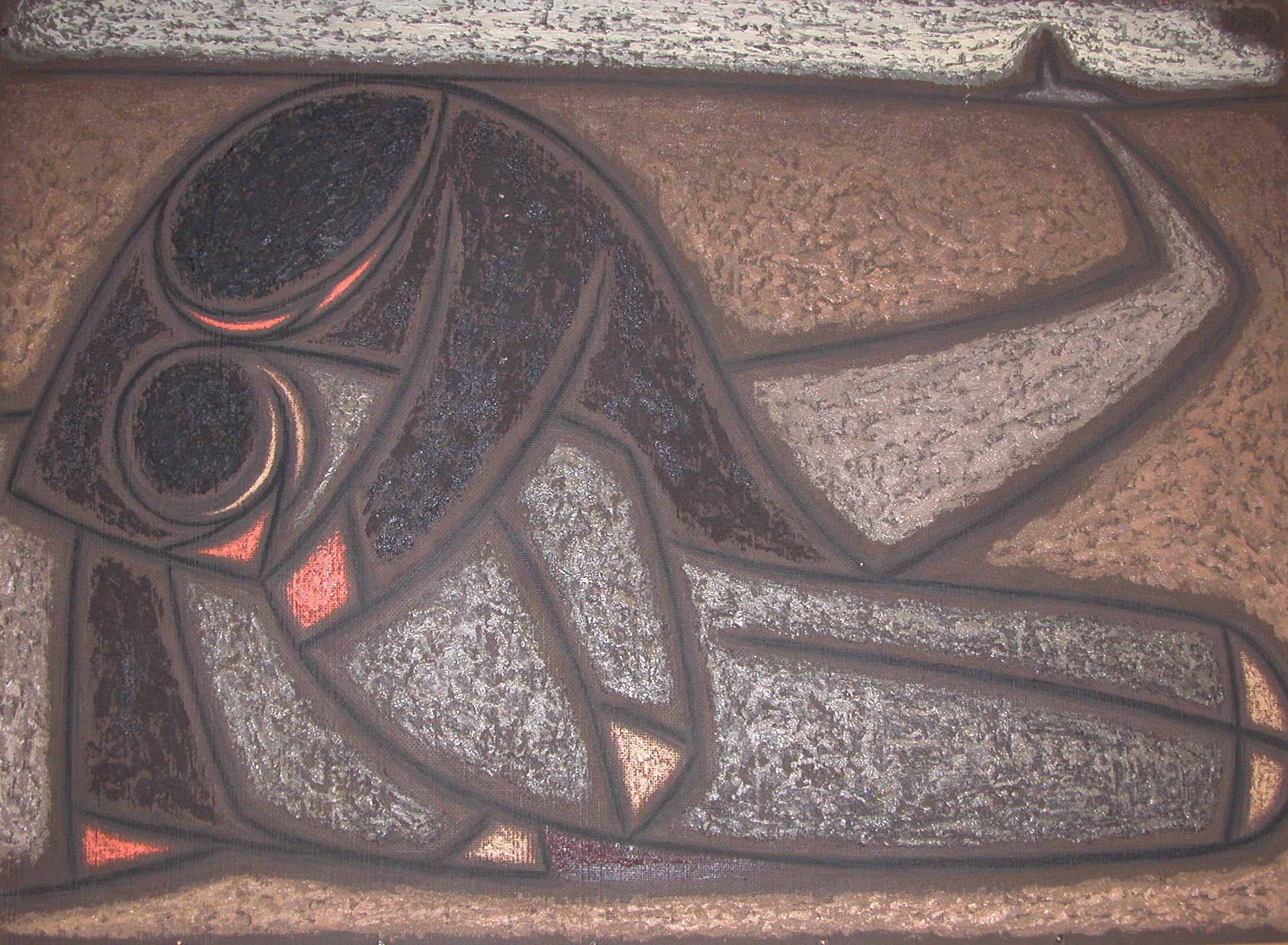
Fusilado (1965)

Sólo volvería a su país después de morir de forma inesperada a causa de un accidente de tráfico en Buenos Aires. Ocurría un mes antes de un proyectado viaje a Europa para encontrarse, después de diez años, con su familia en la frontera francesa y exponer en Londres y París (donde su amigo el escritor Vicente Soto tenía preparadas las salas).
Su muerte conmovió a los círculos intelectuales y artísticos argentinos. Su íntimo amigo Ricardo Orozco publicó un artículo necrológico en la revista Ínsula, Ha muerto uno de nosotros, en el que reivindicaba la tierra de su patria, por la que tanto había luchado, como destino final de sus restos. Poco después su cuerpo fue repatriado por su familia y enterrado en el Cementerio General de Valencia.
Ricardo Bastid murió con 46 años, en la plenitud de su vida y su carrera, pero lo que vivió lo hizo conforme a sus inquietudes más hondas, las cuales ya expresó con dieciséis años en su primer libro de poemas, titulado Faro: “Yo quiero, con ansia divina, durmiendo los sueños del arte, vivir otra vida...”.

## Obra

### Comentario de la obra de Ricardo Bastid Peris
En su obra "Un arte valenciano en América", Francisco Agramunt Lacruz destaca de Ricardo Bastid Peris que posee una gran técnica dominada por una ciencia del dibujo, una composición sobria y cerrada, con abundancia de tonos oscuros, perfiles recargados de un trazo negro, carbonoso, anguloso y una tendencia a la plenitud para destacar las líneas nucleares. La pintura de Ricardo Bastid Peris transluce una fuerte preocupación social, una dramática inquietud interior, que descarta todo sentido decorativista y las rigideces del academicismo, para crear un ambiente denso, patético y angustioso. En sus obras es evidente que Ricardo concede un lugar capital a los seres humanos. Sus pinturas impresionan porque plasman con todo realismo, crudeza y angustia el gran drama de la Humanidad abrumada por conflictos y revueltas sociales.

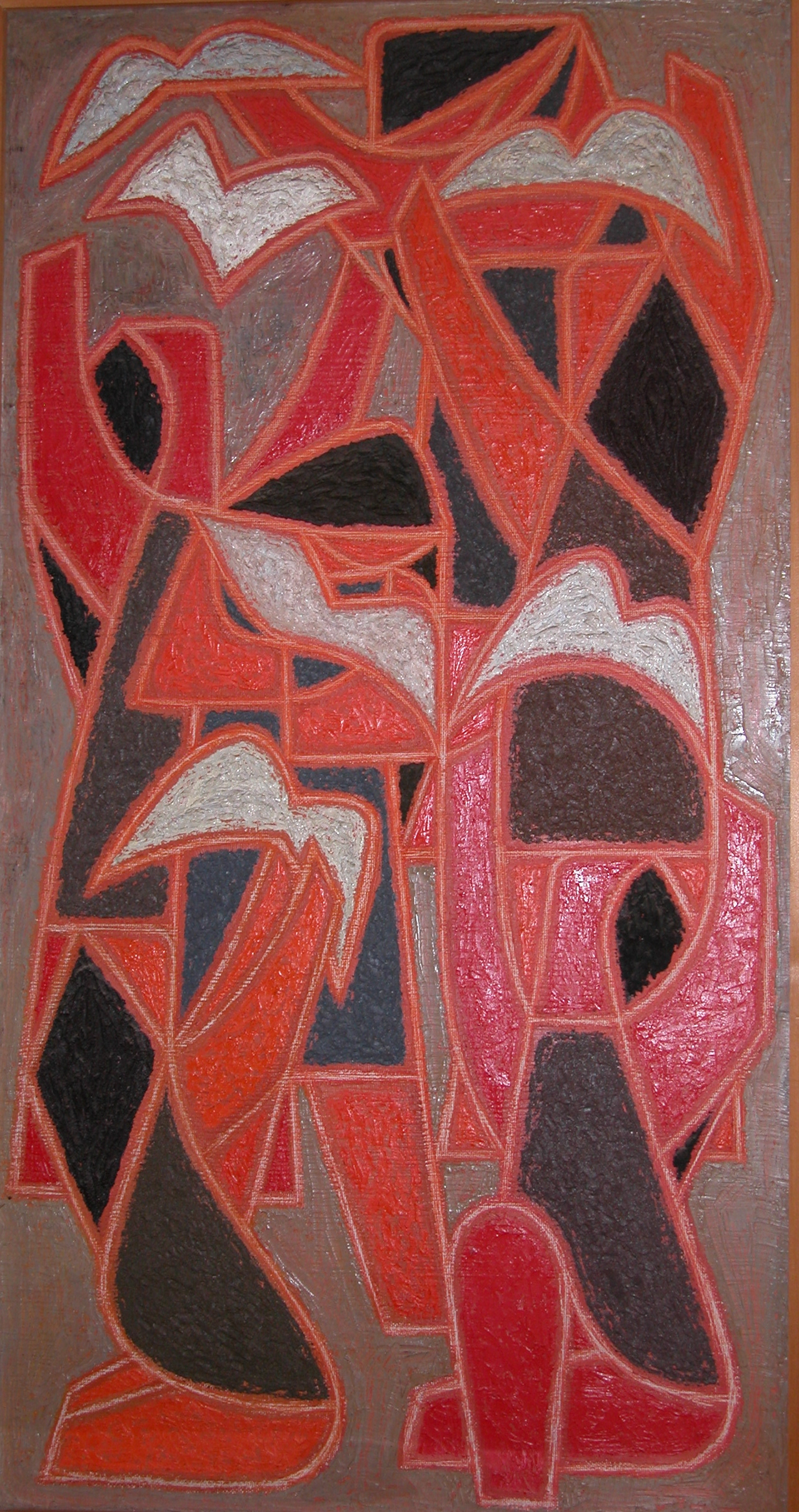
Niñas con palomas (1966)

En la última etapa de su vida, aunque continuó expresando en algunos de sus cuadros el dolor de la guerra y el exilio, se aprecia una  tendencia a la utilización de colores más vivos y  es clara la evolución hacia temáticas más optimistas. En estas últimas, junto al óleo, fue experimentando además con nuevas texturas. También comenzó a trabajar en la composición de pintura mural.
Pronunció además diversas conferencias: en una de ellas, titulada “La rehumanización del Arte”, expresó su credo estético enmarcado en un sentimiento humanístico de la pintura. En 1960, complementando su  exposición en la ciudad de Rosario, realizó sendas disertaciones sobre “El esoterismo en la literatura actual” y “La Nouvelle Vague y sus escollos”.
La actividad artística de Ricardo vino a oscurecer o a relegar a un lado la calidad o mérito de su obra literaria. Siempre intentó separar estas dos vocaciones que le tironeaban por igual. En la literatura trataba de no introducir elementos plásticos. Y en la pintura cuidaba de no dejarse llevar por los literarios. 

Su obra literaria más destacada fue Puerta del Sol (Losada, 1959), que trata de un angustiado soliloquio de un preso político bajo el régimen franquista. Según escribió el propio Ricardo, “El contenido temático de la obra ofrece dos aspectos distintos: por una parte, un aporte documental de la vida española desde 1934. Por otra, describe un caso de profunda transformación vital e ideológica”. El tema de la Guerra Civil y de la posguerra le inspiró otra novela titulada Los años enterrados. Escribió también teatro y poesía. Estas obras permanecen inéditas.

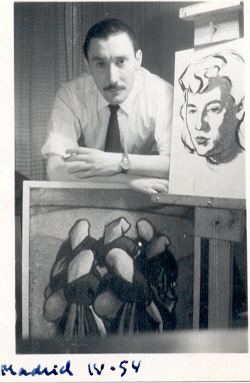
Fotografía personal (Madrid, 1954)

El gran mérito del conjunto de su obra, dejando a un lado consideraciones artísticas o literarias, es su gran valor testimonial, por un lado, y, por otro, la demostración de su gran capacidad multidisciplinar.

### Testimonial
- En el patio, Alcalá de Henares (1946)
- En la celda, Alcalá de Henares (1946)
- Preciosa y el aire (1951)
- Campo de prisioneros (1945-1955)
- Cuerda de presos (1953)
- El adiós (1953)
- El llanto (1953)
- La huida (1953)
- El hallazgo o la vida gris (1955)
- La madre (1958)
- Cola de carbón (racionamiento) (1962)
- Familia (1965)
- Fusilado (1965)
- Revuelta campesina (boceto) (1965)
- Campo de refugiados (1965)

### Algunos retratos destacados
- D. Claudio Sánchez-Albornoz (c.a. 1958)
- D. Luis Jiménez de Asúa (c.a. 1958)
- Nicolás Sánchez-Albornoz (1957)
- Manuel Lamana (c.a. 1958)
- Antonio Buero Vallejo (c.a. 1955)
- Ramón Piñeiro (Prisión de Alcalá de Henares, 1947)
- Javier Sanz Faure (Prisión de Alcalá de Henares, c.a. 1947)

### Obra escrita

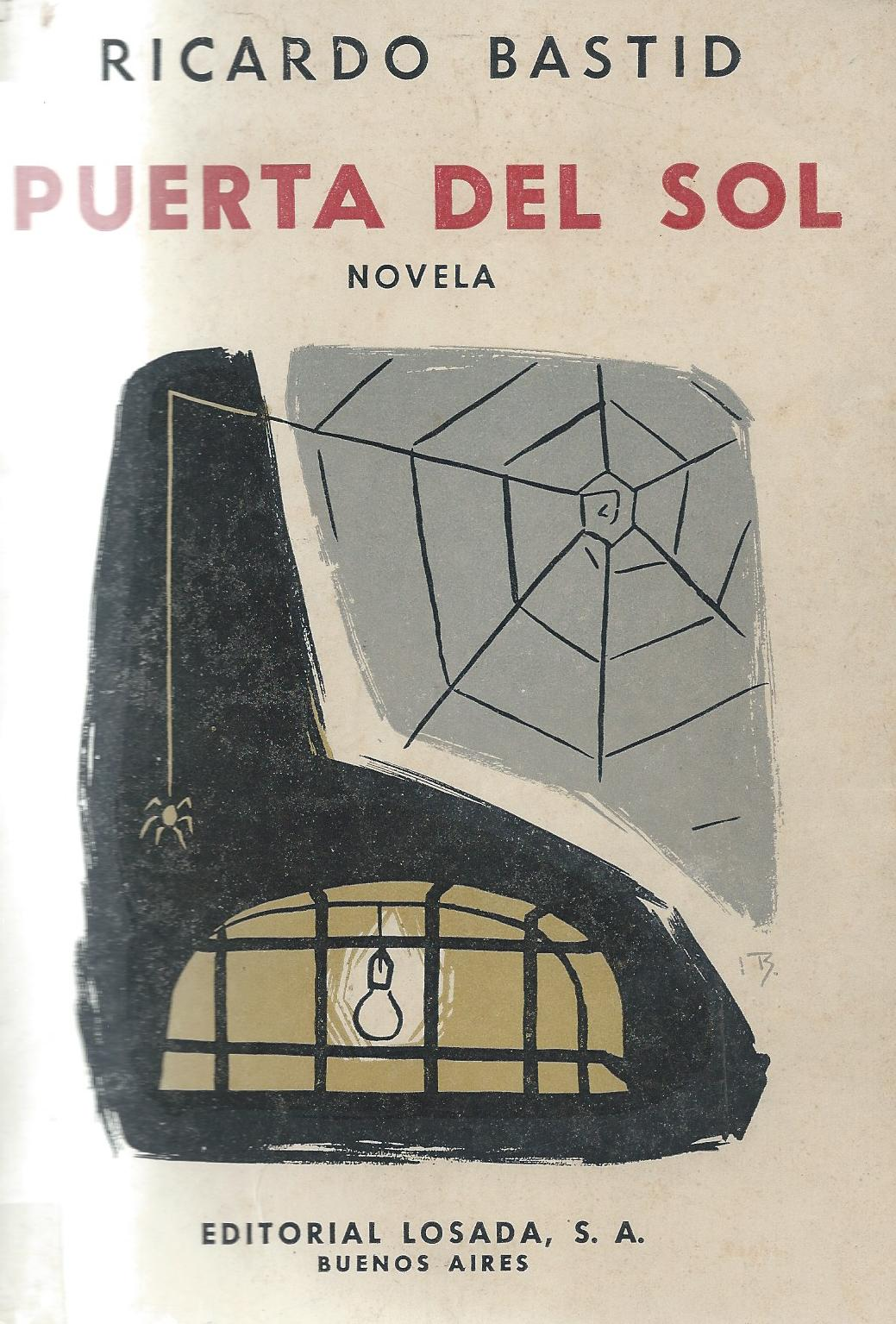
Novela "Puerta del Sol" (1959)

- Puerta del Sol (Novela, Buenos Aires, 1959)
- Los años enterrados (Novela, Sevilla, 2021)
- Mientras sale la luna (Obra de teatro inédita)
- Variaciones de la meditación y el vértigo (Poesía inédita)
- Contramina (Relato inédito)

### Artículos y otros escritos en publicaciones periódicas
- Carta a los pintores jóvenes (1953-54)
- Sólo una casa (relato, octubre 1958)
- Crítica del libro “No me avergoncé del Evangelio”, de Marino Ayerza (Buenos Aires, Periplo,1958) (Sección “Libros en la Vidriera”, Correo de la Tarde, 19-12-1958)
- En torno a Christiane Rochefort (Sección "Cómo leer la nueva literatura") (Negro sobre Blanco, n.º 10, diciembre 1959)
- En torno a Christiane Rochefort II (Sección “Cómo leer la nueva literatura”) (Negro sobre Blanco, n.º 11, febrero 1960)
- Reflexiones de un pintor desorientado (Hora Actual, n.º 3, octubre 1963. Págs. 28-34)